# 6 Bateria Artylerii Przeciwlotniczej Motorowa Typ A
Bateria artylerii przeciwlotniczej motorowa typ A nr 6 – pododdział artylerii przeciwlotniczej Wojska Polskiego w II Rzeczypospolitej.

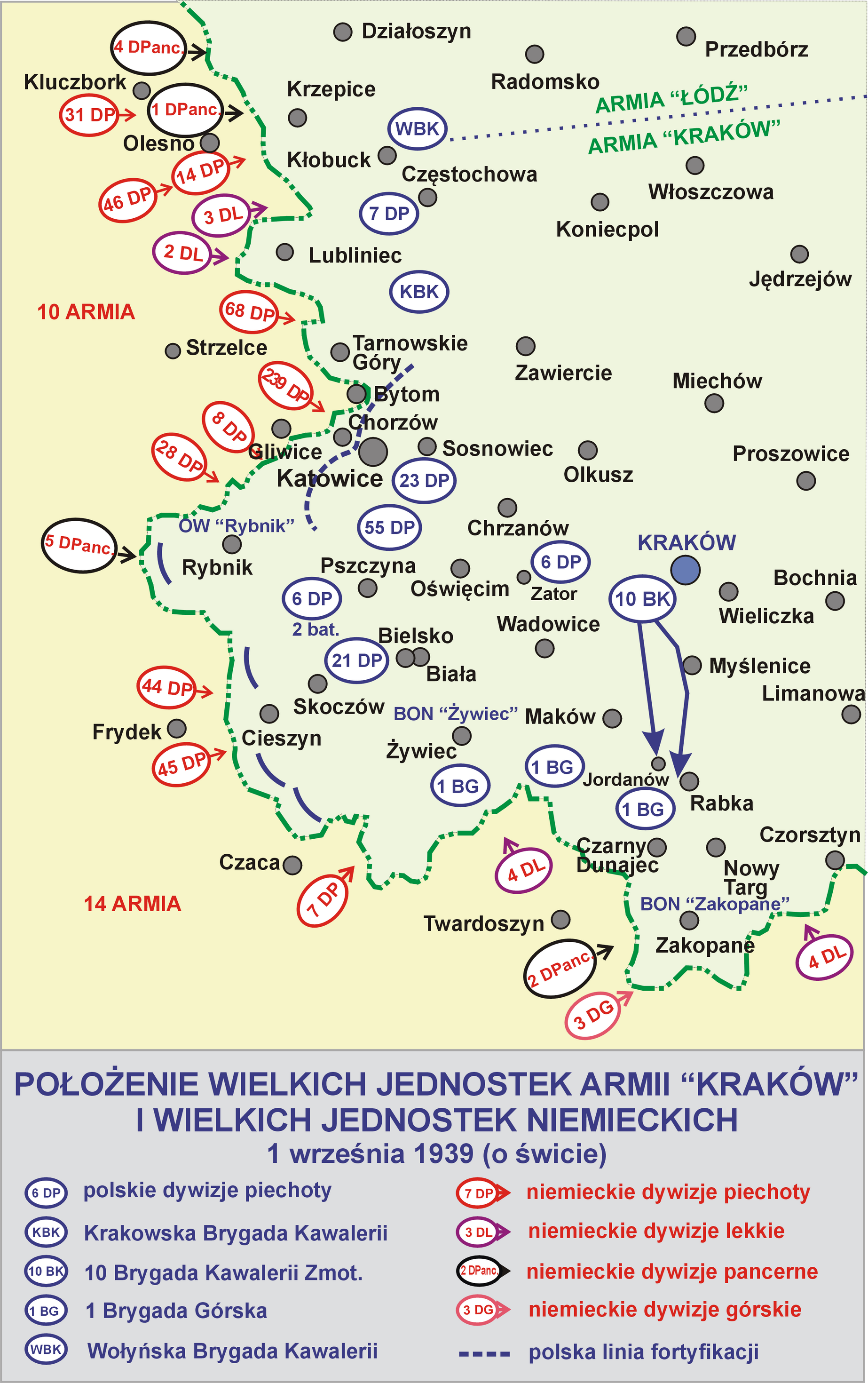
Rejon walk baterii.

Bateria nie występowała w organizacji pokojowej wojska. Została zmobilizowana, zgodnie z planem mobilizacyjnym „W”, 24 sierpnia 1939 roku w garnizonie Kraków przez 5 dywizjon artylerii przeciwlotniczej, jako organiczna jednostka artylerii 6 Dywizji Piechoty. Pododdział uzbrojony był w cztery 40 mm armaty przeciwlotnicze wzór 1936.

## Organizacja i obsada personalna baterii
- dowódca – por. Józef Grzegorz Dac
- oficer zwiadowczy – ppor. rez. mgr Juliusz Emanuel Aleksander Łada-Grodzicki
- dowódca plutonu – ppor. rez. mgr Marian Tadeusz Restorff
- dowódca plutonu – ppor. rez. Maksymilian Augustyn Sowa
- dowódca plutonu – NN
- dowódca plutonu – NN
- szef baterii – NN